# أريستون
أريستون ملك إسبرطة من العائلة اليوريبونتية وترتيبه الرابع عشر في ملوك الأسرة. وهو أب الملك ديماراتوس، شارك انكسندريداس في الحكم ما بين 574 ق م إلى 520 ق م.
لا يُعرف أي شيء عن أنشطته العسكرية أو السياسية. وسبب شهرته هو أنه أنجب - أو ربما لم يكن - خليفته ديماراتوس، الذي أطيح به في وقت لاحق لأنه غير شرعي. وكما روى هيرودوت، فإن أريستون تزوج مرتين، ولكن لم تنجب له أي من الزوجتين طفلاً. كان لديه صديق مقرب اسمه أجيتس وكان لديه زوجة جميلة للغاية، وبعد أن وقع أريستون في حبها، تآمر على خداع صديقه لمقايضة هذه المرأة بأي شيء قد يختاره أجيتس من بين ممتلكاته. وبمجرد أن تزوجتها، حملت، وأنجبت ولداً فيما بعد – ولكن بعد 10 أشهر.
عندما علم أريستون لأول مرة بالولادة، أحصى الأشهر التي تلت الزواج وأقسم أن الطفل لا يمكن أن يكون له - وذلك بحضور مجلس الإيفور. وسرعان ما ندم على فورة غضبه، خاصة بعد أن أوضحت زوجته أن جميع حالات الحمل لا تستمر تسعة أشهر.  تم تسمية الصبي ديماراتوس، وتعني "صلى لهالناس". عندما بلغ الصبي مرحلة الرجولة، قبله أريستون تمامًا وأحبه كابن له، وبعد وفاته خلفه ديماراتوس كملك يوريبونتيد على إسبرطة.